# Mario Eick
Mario Eick (* 2. Januar 1969 in Cottbus) ist ein deutscher Theaterregisseur und -intendant.

## Leben
Mario Eick wurde nach seiner Kfz-Elektrikerlehre zu einem der jüngsten Bau-Brigadiere in Ostberlin. Nach der Wende lebte er in Baden-Württemberg, studierte dort an der Pädagogischen Hochschule in Weingarten. 1993 gründete Eick das Freie Studententheater Weingarten, ein Jahr später das Tourtheater „Theater Arttour“.
1997 folgte ein halbjähriges Regiestudium an der Athanor Akademie Burghausen. Eick bestand das Probesemester an der Akademie nicht, verließ diese und ließ sich in Burghausen nieder. Er arbeitete fortan als freier Regisseur und Schauspieler, unter anderem am Salzburger Landestheater, am Theater Dortmund und am Theater Ravensburg. 2000 gründete Eick das Cabaret des Grauens in Burghausen. Gemeinsam mit Boris Schumm, Erich Maier, Oliver Vilzmann und anderen ging er in der Spielzeit 2003/2004 in den Repertoire-Spielbetrieb. 2005 wurde er für die Produktion Schiller: Die Räuber mit dem Bundespreis der Jugendclubs an Theatern ausgezeichnet.
Ab der Spielzeit 2007/2008 war Eick Intendant am Theater an der Rott im niederbayerischen Eggenfelden. Sein Engagement endete mit Ablauf der Saison 2011/12, da sein Vertrag vom zuständigen Kreisausschuss des Landkreises Rottal-Inn nicht verlängert wurde. Ab 2013 war Eick Schauspieldirektor im Theater Uckermärkische Bühnen Schwedt. Im September 2014 kündigte er an, diese Position aufzugeben. Seit der Spielzeit 2015/16 ist Eick mit dem von ihm neu gegründeten Kinder- und Jugendtheater „Burghauser Märchenalm“ in den Landkreisen Altötting, Mühldorf, Traunstein und Rottal-Inn aktiv.